# Bocquillonia
Bocquillonia é um género botânico pertencente à família Euphorbiaceae.
Plantas endémicas na Nova Caledônia.

## Sinonímia
- Ramelia Baill.

## Espécies
Apresenta 17 espécies:
| - Bocquillonia arborea - Bocquillonia brachypoda - Bocquillonia brevipes - Bocquillonia castaneaefolia - Bocquillonia castaneifolia - Bocquillonia codonostylis - Bocquillonia goniorrhachis - Bocquillonia grandidens - Bocquillonia longipes | - Bocquillonia lucidula - Bocquillonia nervosa - Bocquillonia phenacostigma - Bocquillonia rhomboidea - Bocquillonia schistophila - Bocquillonia sessiliflora - Bocquillonia spicata - Bocquillonia spinuligera |

## Nome e referências
Bocquillonia Baill.